# المحل (السياني)

تعديل مصدري - تعديل

المحل محلة تابعة لقرية الحميراء، التابعة لعزلة عميد الخارج بمديرية السياني إحدى مديريات محافظة إب في الجمهورية اليمنية.، بلغ تعداد سكانها 48 حسب تعداد اليمن لعام 2004.